# ФК «Крылья Советов» в сезоне 2020/2021
Сезон 2020/2021— 77-й сезон «Крыльев Советов», на основании лицензии РФС I, в том числе:
- 16-й сезон в первом дивизионе;
- 3-й сезон[3][4] в Первенстве ФНЛ.

## Статистика сезона
Главные статистические показатели сезона
- Иван Сергеев — единственный (из всех игроков 22 команд) футболист сезона ФНЛ 2020/21, который провёл все 42 матча турнира (за Крылья Советов (Самара) — 39 и Торпедо (Москва) — 3). Единственный футболист ФНЛ претендовавший на приз «Футбольный джентльмен года в России»[6]
- 40 голов за сезон в ОЛИМП-ФНЛ забил Иван Сергеев — это новый рекорд первого дивизиона. Прежний показатель форварда «Терека» Андрея Федькова (38 мячей), продержался 17 лет. В первенстве второй по значимости лиги России забив 38-й и 39-й гол в матче со «Спартаком-2» (счёт 2:0, 5 мая) (ранее рекорд был установлен в первом сезоне ПФЛ 2004 и принадлежал Андрею Федькову — 38)[7]

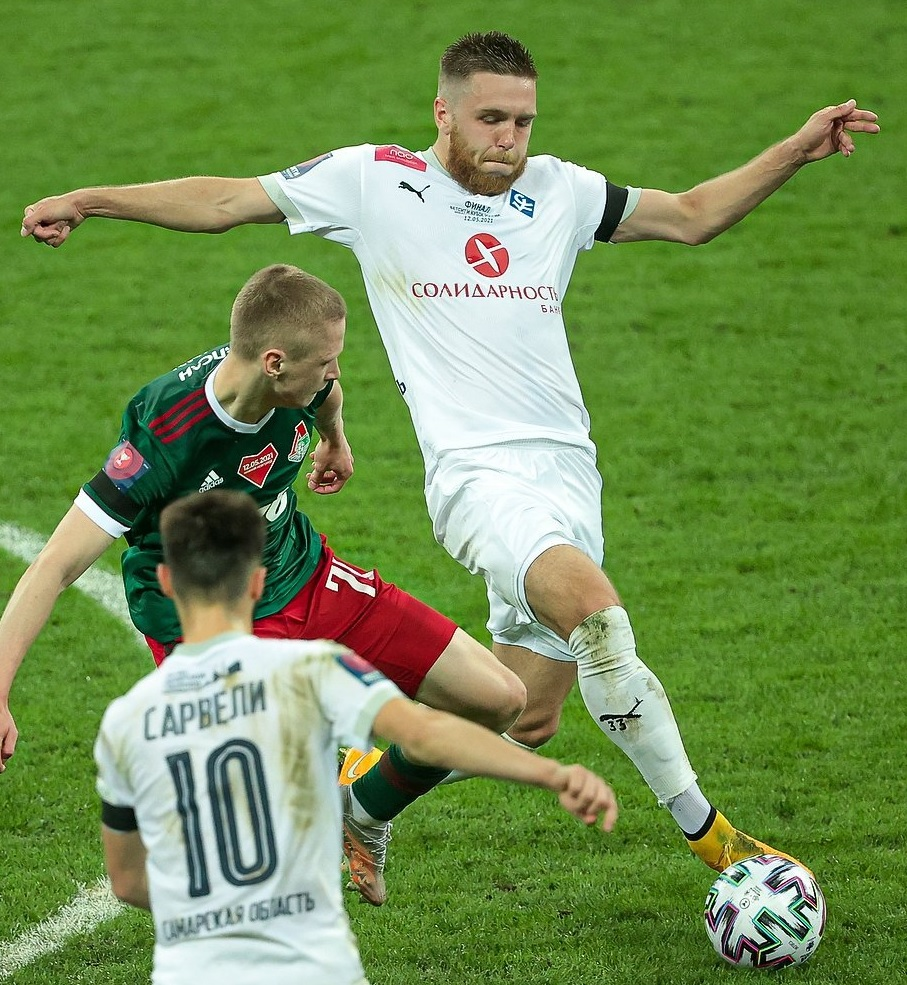
«Крылья Советов» в финале Кубка России 2021

- в первенстве ФНЛ Иван Сергеев забил 5 хет-триков (ранее рекорд был установлен в сезоне ФНЛ 2016/17 и принадлежал Хасану Мамтову — 3)[8]
- Иван Сергеев лучший бомбардир «Крыльев Советов» за один сезон во всех дивизионах (рекорд был установлен в сезоне 1989 и принадлежал Владимиру Королёву — 28)
- 101 очко набрали «Крылья Советов», перекрыв достижения «Терека»—2004 и «Мордовии»—2011/12, набравших по 100 очков[9]
- 16 голевых передач, по подсчетам Transfermarkt, у полузащитника самарцев Дмитрия Кабутова
- 9 голов, выйдя на замену, забил Егор Голенков
- 11 побед подряд одержали «Крылья Советов» — это рекорд лиги
- 18 домашних побед подряд у «Крыльев Советов» — это рекорд лиги
- 100 мячей забили «Крылья». Ранее трехзначное число дважды фигурировало в графе «забитые мячи» у новороссийского «Черноморца»: 121 в 1993 году и 103 в 1994-м. Всего в сезоне самарцы забили 119 мячей
- 14 крупных побед у «Крыльев Советов». Самая крупная 7:0 над брянским «Динамо»
- 21 гол забили игроки самарцев, вышедшие на замену
- Посещаемость:
  - 20 808 — максимальное количество болельщиков на финальном кубковом матче «Крыльев» с «Локомотивом»
  - 14 374 — самый посещаемый матч ФНЛ «Балтика» — «Крылья Советов»
  - 12 762 — максимальное количество болельщиков на домашнем матче «Крыльев» в этом сезоне. Столько зрителей было на кубковом матче с «Динамо»
  - 11 042 зрителя пришло на игру в первенстве ФНЛ на прощальный матч Сергея Корниленко с «Краснодаром-2»

## Изменения в составе
Лето 2020
| Поз. | Игрок                 | Прежний клуб           |
| ---- | --------------------- | ---------------------- |
| Вр   | Иван Ломаев           | Чертаново              |
| Защ  | Сергей Божин***       | Торпедо (Москва)       |
| Защ  | Юрий Горшков          | Чертаново              |
| Защ  | Александр Солдатенков | Чертаново              |
| Защ  | Георгий Зотов**       | Оренбург               |
| ПЗ   | Максим Витюгов        | Чертаново              |
| ПЗ   | Геннадий Киселёв**    | Ротор                  |
| ПЗ   | Денис Якуба**         | Чертаново              |
| ПЗ   | Раду Гынсарь**        | Хапоэль (Кирьят-Шмона) |
| ПЗ   | Данил Пруцев          | Чертаново              |
| ПЗ   | Роман Ежов            | Чертаново              |
| Нап  | Дмитрий Цыпченко      | Чертаново              |
| Нап  | Владислав Сарвели     | Чертаново              |
| Нап  | Иван Сергеев          | Торпедо (Москва)       |

| Поз. | Игрок              | Новый клуб              |
| ---- | ------------------ | ----------------------- |
| Вр   | Евгений Конюхов*** | Торпедо (Москва)        |
| Вр   | Сергей Рыжиков***  | Тамбов                  |
| Защ  | Александр Анюков** | Зенит (Санкт-Петербург) |
| Защ  | Виталий Лысцов     | Локомотив (Москва)      |
| Защ  | Никита Чичерин***  | Тамбов                  |
| Защ  | Тарас Бурлак***    | Арсенал (Тула)          |
| Защ  | Георгий Зотов***   | Рубин                   |
| ПЗ   | Антон Терехов**    | Динамо (Москва)         |
| ПЗ   | Максим Глушенков** | Спартак (Москва)        |
| ПЗ   | Паул Антон***      | Динамо (Бухарест)       |
| ПЗ   | Геннадий Киселёв*  | Иртыш                   |
| ПЗ   | Денис Попович***   | Циндао                  |
| ПЗ   | Данил Пруцев       | Сочи                    |
| Нап  | Александр Соболев  | Спартак (Москва)        |
| Нап  | Дмитрий Молчанов*  | Чертаново               |
| Нап  | Деян Радонич***    | Циндао                  |

Зима 2021
| Поз. | Игрок                | Прежний клуб          |
| ---- | -------------------- | --------------------- |
| Защ  | Дмитрий Прищепа      | Минск                 |
| Нап  | Абат Аймбетов***     | Кайрат                |
| ПЗ   | Дмитрий Ефремов***   | Урал                  |
| Нап  | Сергей Корниленко*** | Возобновление карьеры |
| ПЗ   | Рикарду Алвеш***     | Свободный агент       |

| Поз. | Игрок           | Новый клуб |
| ---- | --------------- | ---------- |
| ПЗ   | Раду Гынсарь*** | Милсами    |
| Нап  | Абат Аймбетов*  | Астана     |

## Текущий состав
| 1  | Флаг России   | Вр  | Иван Ломаев           | 1999 |  |  |  |  |
| 39 | Флаг России   | Вр  | Евгений Фролов        | 1988 |  |  |  |  |
| 81 | Флаг России   | Вр  | Богдан Овсянников     | 1999 |  |  |  |  |
|    |               |     |                       |      |  |  |  |  |
| 2  | Флаг России   | Защ | Владимир Полуяхтов    | 1989 |  |  |  |  |
| 3  | Флаг России   | Защ | Никита Чернов         | 1996 |  |  |  |  |
| 4  | Флаг России   | Защ | Александр Солдатенков | 1996 |  |  |  |  |
| 5  | Флаг России   | Защ | Юрий Горшков          | 1999 |  |  |  |  |
| 18 | Флаг Алжира   | Защ | Мехди Зеффан          | 1992 |  |  |  |  |
| 23 | Флаг России   | Защ | Дмитрий Комбаров      | 1987 |  |  |  |  |
| 35 | Флаг Беларуси | Защ | Дмитрий Прищепа       | 2001 |  |  |  |  |
| 47 | Флаг России   | Защ | Сергей Божин          | 1994 |  |  |  |  |
| 50 | Флаг России   | Защ | Максим Карпов         | 1995 |  |  |  |  |
|    |               |     |                       |      |  |  |  |  |
| 6  | Флаг России   | ПЗ  | Денис Якуба           | 1996 |  |  |  |  |
| 7  | Флаг Ирака    | ПЗ  | Сафаа Хади            | 1998 |  |  |  |  |

| 8  | Флаг России     | ПЗ  | Максим Витюгов    | 1998 |  |  |  |  |
| 11 | Флаг России     | ПЗ  | Роман Ежов        | 1997 |  |  |  |  |
| 16 | Флаг Португалии | ПЗ  | Рикарду Алвеш     | 1993 |  |  |  |  |
| 17 | Флаг России     | ПЗ  | Антон Зиньковский | 1996 |  |  |  |  |
| 22 | Флаг России     | ПЗ  | Дмитрий Ефремов   | 1995 |  |  |  |  |
| 52 | Флаг России     | ПЗ  | Данила Смирнов    | 2001 |  |  |  |  |
| 77 | Флаг России     | ПЗ  | Дмитрий Кабутов   | 1992 |  |  |  |  |
| 84 | Флаг Молдовы    | ПЗ  | Александр Гацкан  | 1984 |  |  |  |  |
|    |                 |     |                   |      |  |  |  |  |
| 10 | Флаг России     | Нап | Владислав Сарвели | 1997 |  |  |  |  |
| 12 | Флаг Беларуси   | Нап | Сергей Корниленко | 1983 |  |  |  |  |
| 19 | Флаг России     | Нап | Дмитрий Цыпченко  | 1999 |  |  |  |  |
| 33 | Флаг России     | Нап | Иван Сергеев      | 1995 |  |  |  |  |
| 69 | Флаг России     | Нап | Егор Голенков     | 1999 |  |  |  |  |

## Руководство и тренерский штаб
руководящий состав и администрация клуба
- Председатель совета директоров — Сергей Аракелов (с 26.12.2020)
- Генеральный директор — Евгений Калакуцкий
- Заместитель генерального директора — Дмитрий Галямин
- Спортивный директор — Сергей Корниленко
- Начальник команды — Валерий Репин

тренерский состав
- Главный тренер — Игорь Осинькин[13] (с 28.07.2020)
- Старший тренер — Сергей Булатов
- Тренер — Михаил Семерня
- Тренер — Арсен Папикян
- Тренер — Сергей Корниленко
- Тренер вратарей — Виктор Гаус

## Первенство Футбольной национальной лиги
Турнирная таблица
| Поз | Команда         | И  | В  | Н  | П  | МЗ  | МП | РМ  | О   | Квалификация или выбывание          |
| --- | --------------- | -- | -- | -- | -- | --- | -- | --- | --- | ----------------------------------- |
| 1   | Крылья Советов  | 42 | 32 | 5  | 5  | 100 | 26 | +74 | 101 | Выход в РПЛ-2021/22                 |
| 2   | Оренбург        | 42 | 28 | 10 | 4  | 78  | 33 | +45 | 94  | Клуб не прошёл лицензирование в РПЛ |
| 3   | Нижний Новгород | 42 | 27 | 7  | 8  | 67  | 28 | +39 | 88  | Выход в РПЛ-2021/22                 |
| 4   | Алания          | 42 | 22 | 11 | 9  | 74  | 40 | +34 | 77  | Клуб не прошёл лицензирование в РПЛ |
| 5   | Балтика         | 42 | 22 | 7  | 13 | 49  | 35 | +14 | 73  |                                     |

В случае равенства очков, набранных в Первенстве, у двух команд, места между ними в турнирной таблице определяются в следующей последовательности:
− по результатам игр между собой, если такие игры были сыграны (число очков; число побед; разность забитых и пропущенных мячей; число забитых мячей; число мячей, забитых на чужом поле);
− по наибольшему числу побед во всех матчах.
В случае равенства очков, набранных в Первенстве, у двух и более команд, места между ними в турнирной таблице определяются в следующей последовательности:
− по наибольшему числу побед во всех матчах;
− по результатам игр между собой, если такие игры были сыграны (число очков; число побед; разность забитых и пропущенных мячей; число забитых мячей; число мячей, забитых на чужом поле).
Вышеуказанные критерии последовательно применяются для сравнения показателей команд, оставшихся после процедуры сравнения изначального количества сравнивающихся команд (для случаев сравнения показателей у более чем двух команд). В случае равенства производится дальнейшее сравнение:
− по лучшей разности забитых и пропущенных мячей во всех матчах;
− по наибольшему числу забитых мячей во всех матчах;
− по наибольшему числу мячей, забитых на чужих полях во всех матчах;
− жребий.
При абсолютном равенстве всех указанных показателей, кроме жребия, победитель Первенства между командами, занявшими 1-е и 2-е места, определяется в дополнительном матче.

Потуровая таблица
| тур            | 1  | 2  | 3  | 4 | 5 | 6  | 7  | 8  | 9 | 10 | 11 | 12 | 13 | 14 | 15 | 16 | 17 | 18 | 19 | 20 | 21 | 22 | 23 | 24 | 25 | 26 | 27 | 28 | 29 | 30 | 31 | 32 | 33 | 34 | 35 | 36 | 37 | 38 | 39 | 40 | 41 | 42 |
| -------------- | -- | -- | -- | - | - | -- | -- | -- | - | -- | -- | -- | -- | -- | -- | -- | -- | -- | -- | -- | -- | -- | -- | -- | -- | -- | -- | -- | -- | -- | -- | -- | -- | -- | -- | -- | -- | -- | -- | -- | -- | -- |
| Крылья Советов | 13 | 18 | 11 | 6 | 9 | 13 | 10 | 10 | 7 | 3  | 2  | 5  | 4  | 3  | 3  | 3  | 3  | 1  | 4  | 3  | 3  | 4  | 3  | 3  | 4  | 2  | 1  | 1  | 1  | 1  | 1  | 1  | 1  | 1  | 1  | 1  | 1  | 1  | 1  | 1  | 1  | 1  |

Матчи
| 2020-08-02 1 тур | Крылья Советов | 0:0   | Балтика (Калининград)                                    | Самара                                                             |
| 18:00 МСК |                | отчёт | 37' Мещанинов · 57' Тишкин · 77' Макарчук · 77' Кашчелан | Стадион: Самара Арена Зрителей: 4 137 Судья: Антон Фролов (Москва) |
| Крылья Советов: Фролов, Бурлак, Чернов, Зеффан, Гацкан, Кабутов (Витюгов 82'), Пруцев, Комбаров (Горшков 84'), Зиньковский (Ежов 69'), Сарвели, Цыпченко (Гынсарь 72'). Главный тренер: Игорь Осинькин. Балтика: Бориско, Мещанинов, Дудиев (Маклаков 85'), Тишкин, Чочиев (Шаваев 60'), Кашчелан, Кузьмин (Мусаев 90'), Макарчук, Альшин, Казаев, Аллеф (Маркин 59'). Главный тренер: Евгений Калешин. |                |       |                                                          |                                                                    |

| 2020-08-08 2 тур | Велес (Москва)                                                                           | 3:1   | Крылья Советов                                              | Домодедово                                                     |
| 18:00 МСК | Котов 10′, 65′ · Майга 14' · Галоян 38' · Максименко 46′ 69' · Фищенко 78' · Макаров 83' | отчёт | 20' 62' Гацкан · 33' Ежов · 51' 90+3' Чернов · 82′ Голенков | Стадион: Авангард Зрителей: 1 328 Судья: Алексей Амелин (Тула) |
| Велес: Городовой, Ботака-Иобома, Кахидзе, Климов, Котов (Вакулич 79'), Малания, Осипов, Галоян (Макаров 81'), Майга (Фищенко 71'), Баев (Стефанович 71'), Максименко (Гаракоев 75'). Главный тренер: Алексей Стукалов. Крылья Советов: Фролов, Зеффан, Чернов, Божин, Гацкан, Комбаров (Горшков 69'), Пруцев, Зиньковский (Гынсарь 79'), Ежов (Кабутов 61'), Сарвели (Витюгов 64'), Цыпченко (Голенков 69'). Главный тренер: Игорь Осинькин. |                                                                                          |       |                                                             |                                                                |

| 2020-08-12 3 тур | Крылья Советов                                               | 2:0   | СКА-Хабаровск                     | Самара                                                              |
| 18:00 МСК | Зиньковский 20′ · Суслов 34′ (авт.) · Божин 62' · Ежов 90+1' | отчёт | 24' 83' Квеквескири · 81' Батютин | Стадион: Самара Арена Зрителей: 3 217 Судья: Олег Соколов (Воронеж) |
| Крылья Советов: Фролов, Божин, Карпов, Полуяхтов, Зеффан (Комбаров 71'), Витюгов, Кабутов, Пруцев (Горшков 70'), Зиньковский (Смирнов 85'), Сарвели (Якуба 75'), Голенков (Ежов 56'). Главный тренер: Игорь Осинькин. СКА-Хабаровск: Обухов, Мануйлов, Большаков, Эльмурзаев, Суслов, Горулёв (Батютин 55'), Кенесов (Иванков 40'), Никифоров (Брагин 55'), Квеквескири, Базелюк, Барков (Максименко 77'). Главный тренер: Алексей Поддубский. |                                                              |       |                                   |                                                                     |

| 2020-08-16 4 тур | Чайка (Песчанокопское)         | 0:3   | Крылья Советов                                | Песчанокопское                                                                       |
| 19:00 МСК | Гогличидзе 68' · Хайруллов 88' | отчёт | 33′, 55′ Зиньковский · 40' Пруцев · 48′ Божин | Стадион: Центральный имени И. П. Чайки Зрителей: 483 Судья: Павел Шадыханов (Москва) |
| Чайка: Юнусов, Гаджибеков, Гогличидзе (Карташов 73'), Хозин (Васильев 86'), Хайруллов, Алейников, Кулик (Дегтярёв 60'), Леонтьев, Палиенко (Володкин 63'), Савичев, Хохлачёв (Белоус 37'). Главный тренер: Магомед Адиев. Крылья Советов: Фролов, Карпов, Полуяхтов, Божин (Солдатенков 72'), Кабутов (Голенков 67'), Комбаров, Пруцев (Горшков 61'), Зиньковский (Ежов 64'), Гацкан, Сергеев, Сарвели (Витюгов 76'). Главный тренер: Игорь Осинькин. |                                |       |                                               |                                                                                      |

| 2020-08-22 5 тур | Крылья Советов | 0:1   | Оренбург                                                    | Самара                                                                |
| 16:00 МСК | Сарвели 35'    | отчёт | 12′ (пен.) 36' Алвеш · 48' Аюпов · 52' Малых · 83' Скворцов | Стадион: Самара Арена Зрителей: 3 605 Судья: Роман Галимов (Улан-Удэ) |
| Крылья Советов: Фролов, Божин, Карпов (Витюгов 84'), Полуяхтов (Зеффан 74'), Зиньковский, Гацкан, Кабутов (Голенков 80'), Пруцев, Комбаров, Сарвели, Сергеев. Главный тренер: Игорь Осинькин. Оренбург: Климович, Малых, Насыров, Сиваков, С. Козлов, Эктов (Фамейе 84'), Капленко, Скворцов (Прудников 84'), Алвеш (А. Козлов 56'), Аюпов, Чуканов (Бреев 65'). И. о. главного тренера: Ильшат Айткулов. |                |       |                                                             |                                                                       |

| 2020-08-30 6 тур | Енисей (Красноярск)                                                              | 3:1   | Крылья Советов                                                                         | Красноярск                                                                   |
| 16:00 МСК | Галимов 6′, 36′ · Кичин 24' · Саная 29′ 57' · Иванов 48' · Зотов 63' · Рукас 80' | отчёт | 17' Зеффан · 34' 70' Карпов · 39' Сарвели · 56' Божин · 78′ Зиньковский · 79' Голенков | Стадион: Центральный Зрителей: 3 340 Судья: Игорь Низовцев (Нижний Новгород) |
| Енисей: Опарин, Ганус, Кичин, Марков, Рукас, Галимов (Песиков 66'), Зотов, Глушков (Комков 61'), Иванов (Лескано 71'), Ломакин (Самойлов 60'), Саная (Дворников 65'). Главный тренер: Александр Тарханов. Крылья Советов: Фролов, Зеффан (Полуяхтов 46'), Карпов, Божин, Гацкан, Горшков (Солдатенков 74'), Пруцев (Голенков 60'), Витюгов (Кабутов 74'), Сарвели (Зиньковский 52'), Сергеев. Главный тренер: Игорь Осинькин. |                                                                                  |       |                                                                                        |                                                                              |

| 2020-09-5 7 тур | Крылья Советов                                                                               | 3:0   | Нижний Новгород                 | Самара                                                                 |
| 16:00 МСК | Голенков 19′ · Божин 21' · Сарвели 41' · Полуяхтов 64' · Фролов 66' · Сергеев 72′ · Ежов 81′ | отчёт | 54' Мичуренков · 73' Сулейманов | Стадион: Самара Арена Зрителей: 3 714 Судья: Евгений Буланов (Саранск) |
| Крылья Советов: Фролов, Божин (Чернов 76'), Полуяхтов (Якуба 82'), Солдатенков, Зеффан, Витюгов (Горшков 65'), Кабутов (Ежов 74'), Гацкан, Зиньковский, Голенков (Сергеев 65'), Сарвели. Главный тренер: Игорь Осинькин. Нижний Новгород: Смирнов, Эдиев, Гоцук, Маляров, Зуйков, Шарипов, Сапета, Галаджан (Югалдин 77'), Шмыков, Сулейманов, Мичуренков. Главный тренер: Роберт Евдокимов. |                                                                                              |       |                                 |                                                                        |

| 2020-09-9 8 тур | Чертаново (Москва)                                                         | 0:1   | Крылья Советов  | Москва                                                                                |
| 19:00 МСК | Гудков 46' · Надольский 49' · Редькович 59' · Камышев 67' · Бартасевич 82' | отчёт | 48′ Солдатенков | Стадион: Спортивный городок Лужники Зрителей: 800 Судья: Лаша Верулидзе (Владикавказ) |
| Чертаново: Абаев, Бартасевич, Гудков (Ляхов 54'), Кондаков, Надольский, Никитенков (Молодняков 85'), Редькович, Рудковский (Молтенинов 69'), Камышев, Великородный (Сулейманов 46'), Молчанов (Герчиков 55'). Главный тренер: Андрей Дмитриев. Крылья Советов: Ломаев, Солдатенков, Зеффан, Чернов, Зиньковский (Ежов 68'), Горшков (Полуяхтов 72'), Кабутов, Гацкан, Якуба (Витюгов 78'), Сергеев, Голенков (Сарвели 57', Гынсарь 90+1'). Главный тренер: Игорь Осинькин. |                                                                            |       |                 |                                                                                       |

| 2020-09-13 9 тур | Крылья Советов                           | 2:0   | Томь (Томск)                                          | Самара                                                                    |
| 15:00 МСК | Сарвели 38' · Сергеев 60′ · Голенков 69′ | отчёт | 24' Шалаев · 47' Талалай · 77' Казанков · 81' Поярков | Стадион: Самара Арена Зрителей: 4 307 Судья: Артур Фёдоров (Петрозаводск) |
| Крылья Советов: Фролов, Божин (Чернов 86'), Полуяхтов, Солдатенков, Ежов, Зиньковский, Гацкан (Якуба 73'), Витюгов, Горшков (Зеффан 77'), Сарвели (Голенков 68'), Сергеев (Гынсарь 80'). Главный тренер: Игорь Осинькин. Томь: Вавилин, Каленкович, Синяк, Белов, Бугриев, Казанков (Ахъядов 78'), Киреенко (Андреев 83'), Поярков, Талалай, Шалаев, Визнович (Долгов 59'). И. о. главного тренера: Дмитрий Себелев. |                                          |       |                                                       |                                                                           |

| 2020-09-19 10 тур | Иртыш (Омск) | 0:4   | Крылья Советов                                  | Домодедово                                                   |
| 15:00 МСК |              | отчёт | 10′ Сергеев · 45+2′ Голенков · 76′, 83′ Гынсарь | Стадион: Авангард Зрителей: 200 Судья: Роман Сафьян (Москва) |
| Иртыш: Авдюшкин, Шакуро, Кербс (Третьяков 56'), Рукас, Крикуненко, Киселёв, Кротов (Кузнецов 74'), Морозов (Жустьев 80'), Подоксёнов (Масловский 68'), Шлеермахер, Гордиенко (Дергачёв 68'). Главный тренер: Евгений Харлачёв. Крылья Советов: Ломаев, Зеффан (Гацкан 71'), Полуяхтов, Божин, Чернов, Кабутов (Горшков 52'), Витюгов (Солдатенков 79'), Якуба, Зиньковский, Голенков (Гынсарь 70'), Сергеев (Цыпченко 65'). Главный тренер: Игорь Осинькин. |              |       |                                                 |                                                              |

| 2020-09-23 11 тур | Крылья Советов                                                             | 7:0   | Динамо (Брянск)           | Самара                                                                  |
| 18:00 МСК | Ежов 2′ · Сарвели 15′ · Сергеев 28′, 35′, 47′ · Витюгов 76′ · Голенков 81′ | отчёт | 44' Шебанов · 89' Сорокин | Стадион: Самара Арена Зрителей: 3 507 Судья: Антон Анопа (Благовещенск) |
| Крылья Советов: Фролов, Чернов (Божин 18'), Зеффан, Солдатенков, Ежов (Полуяхтов 57'), Гацкан, Горшков, Гынсарь (Витюгов 51'), Зиньковский, Сарвели (Цыпченко 66'), Сергеев (Голенков 50'). Главный тренер: Игорь Осинькин. Динамо: Кузнецов, Крючков, Луппа, Баранов, Чиркин (Сорокин 34'), Дрогунов, Каретник (Пазин 46'), Мараев (Новиков 61'), Пикатов, Агуреев, Шебанов (Циберкин 46'). Главный тренер: Александр Горбачёв. |                                                                            |       |                           |                                                                         |

| 2020-09-27 12 тур | Нефтехимик (Нижнекамск)                                                                          | 1:1   | Крылья Советов                                                                                              | Нижнекамск                                                                    |
| 18:00 МСК | Щадрин 7′ 79' · Ситдиков 18' · Лелюкаев 52' · Агапов 69' · Уридия 80' · Голубев 85' · Петров 89' | отчёт | 24' Гацкан · 27' Сарвели · 31' Гынсарь · 76' Голенков · 79' Солдатенков · 89' Кабутов · 90+7′ (авт.) Кайков | Стадион: Нефтехимик Зрителей: 1 236 Судья: Василий Казарцев (Санкт-Петербург) |
| Нефтехимик: Голубев, Агапов, Потапов, Семёнов, Давлатов (Кайков 59'), Ситдиков (Лелюкаев 32'), Галиулин (Яковлев 90+4'), Хубаев, Петров, Щадрин (Микушкин 83'), Уридия (Котик 81'). Главный тренер: Юрий Уткульбаев. Крылья Советов: Фролов, Зеффан, Солдатенков, Божин, Зиньковский, Гацкан, Горшков, Гынсарь (Якуба 46'), Ежов (Кабутов 59'), Сарвели (Голенков 59', Цыпченко 86'), Сергеев. Главный тренер: Игорь Осинькин. |                                                                                                  |       | |                                                                               |

| 2020-10-04 13 тур | Крылья Советов                               | 2:0   | Алания (Владикавказ)                    | Самара                                                                       |
| 15:00 МСК | Зиньковский 25′ · Сергеев 41′ · Цыпченко 89' | отчёт | 60' Хабалов · 75' Качмазов · 85' Бутаев | Стадион: Самара Арена Зрителей: 4 953 Судья: Ян Бобровский (Санкт-Петербург) |
| Крылья Советов: Фролов, Чернов, Солдатенков, Зеффан, Ежов (Кабутов 76'), Зиньковский (Гынсарь 82'), Гацкан, Якуба (Витюгов 78'), Горшков (Комбаров 73'), Сарвели (Цыпченко 67'), Сергеев. Главный тренер: Игорь Осинькин. Алания: Солдатенко, Кочиев, Качмазов, Бутаев, Хосонов (Хугаев 46'), Кокоев (Гурциев 46'), Магомедов (Хубулов 71'), Засеев, Хабалов, Машуков (Кобесов 61'), Малоян (Суанов 46'). Главный тренер: Спартак Гогниев. |                                              |       |                                         |                                                                              |

| 2020-10-09 14 тур | Текстильщик (Иваново)                                  | 0:3   | Крылья Советов                     | Ярославль                                                   |
| 14:00 МСК | Батов 28' · Обивалин 36' · Горюшкин 43' · Мосейчук 70' | отчёт | 2' Витюгов · 44′, 54′, 65′ Сергеев | Стадион: Шинник Зрителей: 0 Судья: Павел Шадыханов (Москва) |
| Текстильщик: Смирнов, Обивалин, Фомин, Губочкин, Батов (Мосейчук 61'), Горюшкин (Шлёнкин 88'), Маричев (Мухаметзянов 66'), Сидоров, Аппаев, Бачинский (Альшанский 90'), Романенко. Главный тренер: Сергей Павлов. Крылья Советов: Овсянников, Полуяхтов (Тюрин 78'), Солдатенков, Божин, Витюгов, Комбаров (Горшков 63'), Зиньковский, Гацкан (Якуба 69'), Кабутов, Сарвели (Цыпченко 58'), Сергеев (Ежов 74'). Главный тренер: Игорь Осинькин. |                                                        |       |                                    |                                                             |

| 2020-10-13 15 тур | Крылья Советов                                                    | 2:1   | Спартак-2 (Москва)                    | Самара                                                                     |
| 18:00 МСК | Зиньковский 37′ (пен.) · Чернов 44' · Божин 51' · Сергеев 67' 79′ | отчёт | 52′ Литвинов · 66' Гапонов · 76' Баду | Стадион: Самара Арена Зрителей: 3 829 Судья: Анатолий Жабченко (Краснодар) |
| Крылья Советов: Фролов, Божин, Чернов, Полуяхтов, Якуба (Комбаров 76'), Гацкан, Горшков (Тюрин 90+2'), Зиньковский (Витюгов 84'), Ежов (Солдатенков 88'), Сергеев, Цыпченко (Кабутов 70'). Главный тренер: Игорь Осинькин. Спартак-2: Селихов, Голосов (Миронов 71'), Литвинов, Петрунин (Лайкин 85'), Воропаев, Дьяков, Гапонов, Баду (Шитов 87'), Маркитесов (Муминов 73'), Оганесян, Нимели (Осмоловский 77'). Главный тренер: Роман Пилипчук. |                                                                   |       |                                       |                                                                            |

| 2020-10-17 16 тур | Крылья Советов                               | 3:0   | Волгарь (Астрахань) | Самара                                                                       |
| 18:00 МСК | Сергеев 57′, 84′ · Гацкан 74' 79′ · Ежов 81' | отчёт | 55' Бердников       | Стадион: Самара Арена Зрителей: 3 702 Судья: Иван Сиденков (Санкт-Петербург) |
| Крылья Советов: Фролов, Чернов, Полуяхтов, Солдатенков, Витюгов (Соколов 90+2'), Гацкан (Цыпченко 86'), Кабутов (Якуба 73'), Комбаров (Ежов 67'), Горшков, Зиньковский (Шерстнев 90+3'), Сергеев. Главный тренер: Игорь Осинькин. Волгарь: Антипин, Журавлёв, Локтионов, Ведерников (Лобкарёв 80'), Бердников, Емельянов, Козлов, Болонин (Белоус 84'), Павлишин, Бутенко (Погосов 70'), Воробьёв. Главный тренер: Виталий Панов. |                                              |       |                     |                                                                              |

| 2020-10-24 17 тур | Факел (Воронеж)                                                        | 1:1   | Крылья Советов                                 | Воронеж                                                                                      |
| 17:00 МСК | Акбашев 38' · Брызгалов 50' · Коробов 62' · Никитин 65' · Максимов 90′ | отчёт | 33' Гацкан · 51′ (пен.) Сергеев · 88' Голенков | Стадион: Центральный стадион профсоюзов Зрителей: 1 734 Судья: Владимир Сельдяков (Балашиха) |
| Факел: Саутин, Брызгалов, Пейчинович, Почивалин (Соловьёв 90+3'), Акбашев, Дроздов (Максимов 60'), Мастерной, Никитин (Седов 90+5'), Дмитриев, Замалиев (Зайцев 88'), Разборов (Земсков 76'). Главный тренер: Олег Василенко. Крылья Советов: Фролов, Полуяхтов, Солдатенков, Чернов, Божин, Якуба (Витюгов 78'), Гацкан, Горшков (Голенков 75'), Кабутов (Комбаров 64'), Ежов (Цыпченко 83'), Сергеев. Главный тренер: Игорь Осинькин. |                                                                        |       |                                                |                                                                                              |

| 2020-10-28 18 тур | Крылья Советов                                                       | 4:1   | Шинник (Ярославль)                        | Самара                                                                |
| 18:00 МСК | Сергеев 3′, 41′, 52′ (пен.) · Витюгов 18' · Голенков 69′ · Божин 75' | отчёт | 36' Олейников · 52' Кутин · 89′ Гонгапшев | Стадион: Самара Арена Зрителей: 2 657 Судья: Юнус Кошко (Белореченск) |
| Крылья Советов: Ломаев, Божин, Чернов, Полуяхтов (Солдатенков 65'), Витюгов, Гацкан (Якуба 57'), Кабутов (Карпов 73'), Комбаров, Ежов (Горшков 60'), Сергеев (Голенков 58'), Цыпченко. Главный тренер: Игорь Осинькин. Шинник: Зириков, Кутин, Щадин (Евсеев 70'), Стешин, Зинков, Маляров (Самсонов 66'), Олейников (Пухов 46'), Бетюжнов, Игнатович, Низамутдинов (Гонгапшев 70'), Самодин (Голуб 58'). И. о. главного тренера: Алексей Казалов. |                                                                      |       |                                           |                                                                       |

| 2020-11-01 19 тур | Торпедо (Москва)                                         | 3:1   | Крылья Советов                                                                        | Москва                                                                            |
| 17:00 МСК | Дворецков 53′ · Магаль 57' · Рязанцев 73′ · Калмыков 77′ | отчёт | 36' Божин · 36' Гацкан · 65' Полуяхтов · 67′ Зиньковский · 75' Кабутов · 84' Комбаров | Стадион: Спортивный городок Лужники Зрителей: 500 Судья: Евгений Турбин (Дмитров) |
| Торпедо: Ботнарь, Шоркин, Магаль (Елисеев 60'), Прошкин (Редькович 63'), Самсонов, Евдокимов, Дворецков (Адаев 68'), Кертанов (Берковский 77'), Нетфуллин, Рязанцев, Калмыков (Лях 86'). Главный тренер: Сергей Игнашевич. Крылья Советов: Фролов, Полуяхтов, Солдатенков, Божин, Гацкан, Горшков (Цыпченко 89'), Кабутов (Комбаров 78'), Якуба (Витюгов 41'), Ежов (Зиньковский 25'), Сарвели (Голенков 63'), Сергеев. Главный тренер: Игорь Осинькин. |                                                          |       |                                                                                       |                                                                                   |

| 2020-11-07 20 тур | Крылья Советов                                                                                 | 3:0   | Акрон (Тольятти)                                             | Самара                                                                |
| 15:00 МСК | Зиньковский 8′ (пен.) · Сергеев 10′ · Полуяхтов 32′ · Шерстнев 76' · Карпов 82' · Комбаров 84' | отчёт | 8' 75' Киреев · 13' Квеквескири · 48' Босов · 50' Друковский | Стадион: Самара Арена Зрителей: 4 732 Судья: Евгений Кукуляк (Калуга) |
| Крылья Советов: Ломаев, Чернов, Полуяхтов (Карпов 46'), Солдатенков, Горшков, Зиньковский (Божин 62'), Кабутов (Шерстнев 71'), Комбаров, Витюгов, Сарвели (Голенков 37'), Сергеев (Цыпченко 60'). Главный тренер: Игорь Осинькин. Акрон: Нестеренко, Киреев, Морозов (Дудиков 89'), Жестоков, Квеквескири, Потапов (Босов 46', Елеев 76'), Газданов (Друковский 43'), Герюгов, Чудин, Иванников (Эмини 46'), Делькин. Главный тренер: Владимир Жэпэлэу. |                                                                                                |       |                                                              |                                                                       |

| 2020-11-11 21 тур | Краснодар-2                                                                                    | 1:1   | Крылья Советов                                                | Краснодар                                                                               |
| 13:00 МСК | Ивашин 5' · Стежко 18' · Литвинов 27' · Кутовой 38′ · Камболов 55' · Сабуа 87' · Сперцян 90+4' | отчёт | 14' Кабутов · 40′ (авт.) Литвинов · 44' Гацкан · 86' Цыпченко | Стадион: Стадион академии ФК «Краснодар» Зрителей: 160 Судья: Евгений Буланов (Саранск) |
| Краснодар-2: Агкацев, Исаенко, Ивашин (Пелих 35'), Литвинов (Мартынов 55'), Стежко, Сперцян, Камболов, Мацукатов (Сабуа 55'), Апеков (Григорян 33'), Кутовой, Марков (Бочко 66'). Главный тренер: Артём Куликов. Крылья Советов: Фролов, Божин, Чернов, Полуяхтов, Гацкан, Горшков, Кабутов (Солдатенков 83'), Комбаров (Витюгов 73'), Зиньковский, Сергеев, Голенков (Цыпченко 60'). Главный тренер: Игорь Осинькин. |                                                                                                |       |                                                               |                                                                                         |

| 2020-11-15 22 тур | Крылья Советов                                     | 2:1   | Велес (Москва)                                                        | Самара                                                                   |
| 14:00 МСК | Гацкан 27' · Ежов 58' · Голенков 80′ · Сергеев 87′ | отчёт | 44' Галоян · 57' Ботака-Иобома · 76′ Алиев · 83' Грачёв · 85' Фищенко | Стадион: Самара Арена Зрителей: 2 942 Судья: Станислав Васильев (Ижевск) |
| Крылья Советов: Фролов, Божин, Полуяхтов (Горшков 80'), Солдатенков, Витюгов, Кабутов, Комбаров (Чернов 90+2'), Гацкан, Зиньковский, Сергеев (Карпов 90+3'), Цыпченко (Голенков 65'). Главный тренер: Игорь Осинькин. Велес: Городовой, Кахидзе (Грачёв 36'), Климов, Котов (Вакулич 74'), Ботака-Иобома, Майга, Фищенко, Галоян (Джамалутдинов 58'), Осипов, Максименко (Алиев 67'), Баев (Стефанович 66'). Главный тренер: Алексей Стукалов. |                                                    |       |                                                                       |                                                                          |

| 2020-11-21 23 тур | СКА-Хабаровск                                                 | 0:1   | Крылья Советов               | Хабаровск                                                                      |
| 8:00 МСК | Квеквескири 40' · Мануйлов 72' · Базелюк 87' · Мартусевич 89' | отчёт | 13′ Голенков · 90+3' Смирнов | Стадион: Стадион имени В. И. Ленина Зрителей: 818 Судья: Алексей Амелин (Тула) |
| СКА-Хабаровск: Обухов, Большаков, Мануйлов, Эльмурзаев, Труфанов, Батютин (Булия 75'), Гаджимурадов, Квеквескири (Нома 64'), Мартусевич, Барков (Базелюк 75'), Брагин (Малеев 75'). Главный тренер: Сергей Юран. Крылья Советов: Фролов (Овсянников 25'), Чернов, Солдатенков, Божин, Гацкан, Кабутов, Комбаров (Смирнов 90+2'), Зиньковский (Карпов 90+5'), Горшков, Сергеев, Голенков (Витюгов 74'). Главный тренер: Игорь Осинькин. |                                                               |       |                              |                                                                                |

| 2020-11-25 24 тур | Крылья Советов                                               | 2:1   | Чайка (Песчанокопское)                                | Самара                                                                  |
| 18:00 МСК | Витюгов 2' · Голенков 41' 72′ · Ломаев 71' · Солдатенков 75′ | отчёт | 20' Пискунов · 52' Алейников · 61' Оразов · 70′ Умаев | Стадион: Самара Арена Зрителей: 1 904 Судья: Николай Волошин (Смоленск) |
| Крылья Советов: Ломаев, Чернов, Полуяхтов (Зеффан 67'), Солдатенков, Горшков, Комбаров (Гацкан 67'), Витюгов, Зиньковский (Божин 88'), Кабутов (Канунников 90+3'), Голенков (Ежов 82'), Сергеев. Главный тренер: Игорь Осинькин. Чайка: Филиппов, Гогличидзе, Хайруллов, Хозин, Пискунов (Ужгин 90'), Бычков, Савичев, Володкин (Парадин 73'), Чочиев (Оразов 60'), Алейников (Карташов 77'), Умаев (Хохлачёв 90'). Главный тренер: Магомед Адиев. |                                                              |       |                                                       |                                                                         |

| 2020-11-29 25 тур | Оренбург                                                                                      | 2:1   | Крылья Советов                                                 | Оренбург                                                        |
| 14:00 МСК | Миронов 5′ · Смирнов 31' · Чуканов 61' 70' · Юсупов 62' · Аюпов 67' · Фамейе 87′ (пен.) 90+4' | отчёт | 8' Гацкан · 20' Зеффан · 27' Сергеев · 65′ 17' 86' Солдатенков | Стадион: Газовик Зрителей: 1 089 Судья: Алексей Сухой (Люберцы) |
| Оренбург: Климович, Малых, Мамин, Сиваков, Смирнов, Аюпов, Миронов, Ткачук (Скворцов 90+5'), Эктов (Фамейе 84'), Чуканов, Юсупов (А. Козлов 66'). Главный тренер: Марцел Личка. Крылья Советов: Ломаев, Солдатенков, Божин, Зеффан, Зиньковский, Гацкан, Горшков, Кабутов (Цыпченко 75'), Витюгов (Комбаров 81'), Ежов (Полуяхтов 78'), Сергеев. Главный тренер: Игорь Осинькин. |                                                                                               |       |                                                                |                                                                 |

| 2020-12-05 26 тур | Крылья Советов                                  | 4:0   | Енисей (Красноярск)      | Самара                                                             |
| 14:00 МСК | Сергеев 6′, 13′, 34′ · Божин 53' · Цыпченко 77′ | отчёт | 3' Саная · 53' Цховребов | Стадион: Самара Арена Зрителей: 1 956 Судья: Артём Чистяков (Азов) |
| Крылья Советов: Ломаев, Божин, Чернов, Зеффан (Канунников 81'), Ежов, Комбаров, Витюгов (Соколов 86'), Гацкан (Горшков 54'), Зиньковский (Полуяхтов 64'), Голенков (Цыпченко 76'), Сергеев. Главный тренер: Игорь Осинькин. Енисей: Опарин, Кичин, Цховребов, Гарбуз (Глушков 62'), Сухомлинов, Абрамов, Зотов (Сахаров 78'), Ломакин (Лескано 74'), Раздорских (Галимов 68'), Иванов, Саная. Главный тренер: Александр Алфёров. |                                                 |       |                          |                                                                    |

| 2021-02-27 27 тур | Нижний Новгород                         | 0:1   | Крылья Советов                      | Нижний Новгород                                                          |
| 14:00 МСК | Сапета 18' · Попов 46' · Гогличидзе 75' | отчёт | 29' Якуба · 77′ Ежов · 90+3' Гацкан | Стадион: Нижний Новгород Зрителей: 4 377 Судья: Евгений Кукуляк (Калуга) |
| Нижний Новгород: Анисимов, Гогличидзе, Гоцук, Маляров, Шумских, Калинский, Комолов (Ставпец 86'), Сапета, Султонов (Горбунов 79'), Попов (Янсане 86'), Сулейманов. Главный тренер: Роберт Евдокимов. Крылья Советов: Ломаев, Солдатенков, Зеффан, Божин, Якуба (Витюгов 90+2'), Зиньковский (Кабутов 87'), Гацкан, Горшков, Ежов (Полуяхтов 90+4'), Сергеев, Цыпченко (Голенков 81'). Главный тренер: Игорь Осинькин. |                                         |       |                                     |                                                                          |

| 2021-03-06 28 тур | Крылья Советов                                                                               | 5:0   | Чертаново (Москва)        | Самара                                                             |
| 14:00 МСК | Полуяхтов 15′ · Чернов 30′ 85' · Цыпченко 36′ · Зиньковский 41′ · Сергеев 58′ · Комбаров 88' | отчёт | 4' Пиняев · 28' 78' Ляхов | Стадион: Металлург Зрителей: 3 466 Судья: Сергей Куликов (Саранск) |
| Крылья Советов: Ломаев, Чернов, Полуяхтов, Солдатенков, Кабутов, Зиньковский (Ежов 55'), Витюгов (Тюрин 76'), Якуба (Горшков 57'), Комбаров, Сергеев (Прищепа 68'), Цыпченко (Голенков 56'). Главный тренер: Игорь Осинькин. Чертаново: Абаев, Ляхов, Алексеев, Герчиков, Першин, Тюменцев, Завезён, Сулейманов (Молчанов 63'), Канищев (Грибакин 82'), Молтенинов (Левин 82'), Пиняев (Надольский 60'). Главный тренер: Андрей Дмитриев. |                                                                                              |       |                           |                                                                    |

| 2021-03-10 29 тур | Томь (Томск)                          | 1:3   | Крылья Советов                                                                             | Томск                                                          |
| 14:30 МСК | Кривцов 18' · Денисов 43' · Эннин 64′ | отчёт | 3' Цыпченко · 26' Ежов · 33′ (пен.), 76′ Сергеев · 74' Чернов · 77' Божин · 90+4′ Голенков | Стадион: Труд Зрителей: 950 Судья: Владимир Москалёв (Воронеж) |
| Томь: Конюхов, Денисов, Зуев, Евсеев, Пенчиков, Кривцов (Дмитриев 89'), Симонян, Талалай, Файзулин, Эннин, Косарев (Давыдов 78'). Главный тренер: Александр Кержаков. Крылья Советов: Ломаев, Солдатенков, Зеффан, Чернов, Якуба (Витюгов 83'), Зиньковский (Алвеш 90+2'), Гацкан, Горшков (Полуяхтов 89'), Ежов (Голенков 77'), Сергеев, Цыпченко (Кабутов 46'). Главный тренер: Игорь Осинькин. |                                       |       |                                                                                            |                                                                |

| 2021-03-14 30 тур | Крылья Советов                                                                              | 3:1   | Иртыш (Омск)                            | Самара                                                             |
| 14:00 МСК | Сергеев 5′ (пен.) · Горшков 42′ · Гацкан 47' · Зиньковский 55′ · Чернов 76' · Витюгов 90+1' | отчёт | 45′ Магадиев · 50' Киселёв · 63' Кротов | Стадион: Металлург Зрителей: 2 622 Судья: Евгений Турбин (Дмитров) |
| Крылья Советов: Ломаев, Чернов, Солдатенков, Зеффан (Кабутов 81'), Ежов, Зиньковский, Горшков (Полуяхтов 46'), Витюгов, Гацкан (Якуба 68'), Сергеев (Алвеш 78'), Цыпченко (Голенков 61'). Главный тренер: Игорь Осинькин. Иртыш: Полетаев, Магадиев, Шакуро, Стеклов (Коршунов 63'), Киселёв, Кротов (Подоксёнов 80'), Морозов (Пухов 21'), Сычевой (Стефанович 59'), Киреев, Визнович (Шлеермахер 75'), Шмыков. Главный тренер: Евгений Харлачёв. |                                                                                             |       |                                         |                                                                    |

| 2021-03-20 31 тур | Динамо (Брянск) | 0:2   | Крылья Советов                           | Брянск                                                     |
| 15:00 МСК | Рухаиа 41'      | отчёт | 72′ Голенков · 84′ Сергеев · 90' Смирнов | Стадион: Динамо Зрителей: 772 Судья: Антон Фролов (Москва) |
| Динамо: Кузнецов, Рухаиа, Луппа, Васильев, Баранов, Дрогунов (Новиков 59'), Мараев, Муромский (Радченко 76'), Пикатов, Данилин (Дибиргаджиев 82'), Держинский (Крючков 76'). Главный тренер: Евгений Перевертайло. Крылья Советов: Овсянников, Солдатенков, Зеффан, Полуяхтов, Зиньковский (Комбаров 86'), Якуба (Смирнов 85'), Кабутов (Ежов 63'), Горшков, Алвеш, (Прищепа 83'), Сергеев, Цыпченко (Голенков 63'). Главный тренер: Игорь Осинькин. |                 |       |                                          |                                                            |

| 2021-03-24 32 тур | Крылья Советов                         | 2:0   | Нефтехимик (Нижнекамск)   | Самара                                                          |
| 15:00 МСК | Чернов 10′ · Сергеев 46′ · Кабутов 87' | отчёт | 17' Хубаев · 25' Лелюкаев | Стадион: Металлург Зрителей: 2 643 Судья: Игорь Панин (Дмитров) |
| Крылья Советов: Овсянников, Чернов, Полуяхтов (Кабутов 78'), Солдатенков, Алвеш (Якуба 56'), Зиньковский (Сарвели 81'), Ежов (Комбаров 85'), Горшков, Витюгов, Сергеев (Голенков 72'), Цыпченко. Главный тренер: Игорь Осинькин. Нефтехимик: Исупов, Лелюкаев (Семёнов 39'), Потапов, Ширяев, Яковлев (Юшин 60'), Хубаев (Канаев 66'), Клёнкин, Ситдиков, Уридия (Петров 77'), Галиулин, Денисов (Котик 77'). Главный тренер: Кирилл Новиков. |                                        |       |                           |                                                                 |

| 2021-03-28 33 тур | Алания (Владикавказ) | 0:1   | Крылья Советов                             | Владикавказ                                                         |
| 15:00 МСК | Качмазов 43'         | отчёт | 28' Чернов · 61' Зиньковский · 65′ Сергеев | Стадион: Спартак Зрителей: 2 760 Судья: Станислав Васильев (Ижевск) |
| Алания: Солдатенко, Качмазов (Бутаев 55'), Кочиев, Шавлохов, Хабалов (Дм. Кобесов 81'), Хосонов (Машуков 63'), Хугаев (Гурциев 70'), Кокоев, Магомедов, Гиоргобиани, Хубулов (Да. Кобесов 52'). Главный тренер: Спартак Гогниев. Крылья Советов: Овсянников, Солдатенков, Чернов, Полуяхтов, Якуба (Сарвели 75'), Алвеш (Цыпченко 46'), Ежов (Смирнов 90+3'), Горшков, Витюгов, Зиньковский (Голенков 85'), Сергеев (Тюрин 90+2'). Главный тренер: Игорь Осинькин. |                      |       |                                            |                                                                     |

| 2021-04-03 34 тур | Крылья Советов                                       | 4:0   | Текстильщик (Иваново)                            | Самара                                                                          |
| 14:00 МСК | Сергеев 26′, 39′, 50′ · Полуяхтов 75' · Голенков 86′ | отчёт | 60' Горюшкин · 69' 87' Макушкин · 83' Альшанский | Стадион: Самара Арена Зрителей: 3 484 Судья: Дмитрий Стрельцов (Ростов-на-Дону) |
| Крылья Советов: Овсянников, Божин, Чернов, Полуяхтов, Зиньковский (Комбаров 58'), Горшков (Сарвели 61'), Кабутов, Витюгов (Хади 67'), Алвеш, Сергеев (Голенков 58'), Цыпченко (Ежов 71'). Главный тренер: Игорь Осинькин. Текстильщик: Смирнов, Обивалин, Фомин, Губочкин (Альшанский 52'), Макушкин, Батов, Горюшкин, Маричев (Мосейчук 42'), Машуков (Сысуев 73'), Романенко (Агеев 46'), Бачинский (Каменщиков 67'). Главный тренер: Сергей Павлов. |                                                      |       |                                                  |                                                                                 |

| 2021-04-12 36 тур | Волгарь (Астрахань)                                      | 0:1   | Крылья Советов                                                    | Астрахань                                                                 |
| 17:30 МСК | Хомуха 59' · Мендель 64' · Болонин 67' · Локтионов 90+2' | отчёт | 51' Голенков · 69′ (пен.) Сергеев · 84' 87' Божин · 90+4' Витюгов | Стадион: Центральный Зрителей: 1 467 Судья: Анатолий Жабченко (Краснодар) |
| Волгарь: Саганович, Бердников (Пугачёв 81'), Журавлёв, Локтионов, Ведерников (Болонин 46'), Хомуха, Мендель, Николаев (Белоус 64'), Полубояринов (Бутенко 71'), Агаларов (Погосов 35'), Юсупов. Главный тренер: Виталий Панов. Крылья Советов: Ломаев, Полуяхтов, Солдатенков, Зеффан (Чернов 85'), Божин, Кабутов (Хади 90+2'), Алвеш (Горшков 55'), Ежов (Зиньковский 72'), Витюгов, Голенков (Сарвели 74'), Сергеев. Главный тренер: Игорь Осинькин. |                                                          |       |                                                                   |                                                                           |

| 2021-04-17 37 тур | Крылья Советов                                                                       | 5:1   | Факел (Воронеж)                                                               | Самара                                                                 |
| 14:00 МСК | Солдатенков 10′ · Чернов 17' · Сарвели 24′ · Ежов 63′ · Горшков 83′ · Голенков 90+4′ | отчёт | 46' 82' Почивалин · 60′ Максимов · 69' Акбашев · 83' Замалиев · 90+1' Шепилов | Стадион: Самара Арена Зрителей: 6 727 Судья: Евгений Буланов (Саранск) |
| Крылья Советов: Ломаев, Чернов, Зеффан (Комбаров 84'), Полуяхтов, Солдатенков, Горшков, Кабутов, Витюгов (Хади 79'), Зиньковский (Ежов 59'), Сарвели (Алвеш 58'), Сергеев (Голенков 73'). Главный тренер: Игорь Осинькин. Факел: Саутин, Брызгалов, Черов (Мазуров 75'), Дашаев, Почивалин, Дмитриев (Коробов 70'), Никитин (Шепилов 46'), Замалиев, Акбашев, Аппаев (Царукян 84'), Разборов (Максимов 46'). Главный тренер: Олег Василенко. |                                                                                      |       |                                                                               |                                                                        |

| 2021-04-24 38 тур | Шинник (Ярославль)                                                                             | 2:2   | Крылья Советов                                      | Ярославль                                                                   |
| 14:00 МСК | Самойлов 12' 31′, 90+1′ · Каретник 22' · Игнатович 28' · Зинков 40' · Тананеев 84' · Голуб 89' | отчёт | 16′ Ефремов · 30' Комбаров · 53' Хади · 85′ Сергеев | Стадион: Шинник Зрителей: 620 Судья: Константин Аверьянов (Санкт-Петербург) |
| Шинник: Матюша, Подкидышев, Стешин, Игнатович (Тананеев 70'), Каретник (Самсонов 70'), Носов (Самодин 73'), Поляков, Самойлов, Сикоев (Голуб 59'), Зинков (Азявин 46'), Низамутдинов. Главный тренер: Юрий Газзаев. Крылья Советов: Овсянников, Полуяхтов, Божин, Чернов, Ефремов (Ежов 65'), Горшков (Витюгов 55'), Комбаров (Якуба 83'), Зиньковский, Хади (Алвеш 58'), Голенков, Сарвели (Сергеев 65'). Главный тренер: Игорь Осинькин. |                                                                                                |       |                                                     |                                                                             |

| 2021-04-28 39 тур | Крылья Советов                                                                  | 5:1   | Торпедо (Москва)                                          | Самара                                                             |
| 18:00 МСК | Сарвели 40′, 62′ · Кабутов 42′ · Сергеев 56′ · Евдокимов 68′ (авт.) · Якуба 83' | отчёт | 8' 26' Магаль · 19′ Баланюк · 44' Лебеденко · 69' Кравчук | Стадион: Самара Арена Зрителей: 5 552 Судья: Артём Чистяков (Азов) |
| Крылья Советов: Ломаев, Солдатенков, Зеффан, Божин, Горшков (Полуяхтов 66'), Витюгов (Якуба 20'), Ежов (Канунников 75'), Алвеш (Хади 73'), Кабутов, Сарвели (Голенков 66'), Сергеев. Главный тренер: Игорь Осинькин. Торпедо: Ботнарь, Самсонов, Шоркин, Евдокимов, Магаль, Нетфуллин, Рязанцев (Орехов 63'), Дворецков (Лях 67'), Кравчук (Корж 73'), Лебеденко (Гордюшенко 61'), Баланюк (Каплиенко 46'). Главный тренер: Александр Бородюк. |                                                                                 |       |                                                           |                                                                    |

| 2021-05-02 40 тур | Акрон (Тольятти)                       | 1:2   | Крылья Советов                   | Жигулёвск                                                         |
| 13:00 МСК | Делькин 60′ · Феррейра 87' · Чудин 87' | отчёт | 39' Горшков · 68′, 90+2′ Сергеев | Стадион: Кристалл Зрителей: 2 955 Судья: Алексей Матюнин (Москва) |
| Акрон: Гойло, Ятченко, Чичерин, Жестоков, Садыков, Литвин, Феррейра, Килин (Нихаев 58'), Чудин, Гогричиани (Гираев 59', Эмини 84'), Делькин (Майрович 80'). Главный тренер: Владимир Жэпэлэу. Крылья Советов: Ломаев, Полуяхтов (Якуба 61'), Божин, Зеффан, Чернов, Горшков, Кабутов, Алвеш, Ежов, Сергеев (Солдатенков 90+4'), Сарвели (Голенков 66'). Главный тренер: Игорь Осинькин. |                                        |       |                                  |                                                                   |

| 2021-05-5 35 тур | Спартак-2 (Москва)         | 0:2   | Крылья Советов                                         | Москва                                                                                  |
| 12:00 МСК | Ташаев 34' · Мельников 36' | отчёт | 12' Алвеш · 21' Якуба · 31′, 57′ Сергеев · 64' Ефремов | Стадион: Стадион академии имени Черенкова Зрителей: 430 Судья: Сергей Куликов (Саранск) |
| Спартак-2: Акмурзин, Миронов, Воропаев, Ташаев, Бакалюк, Сунгатулин (Маркитесов 61'), Денисов, Мельников, Оганесян, Игнатов, Роша (Голятов 85'). Главный тренер: Евгений Бушманов. Крылья Советов: Ломаев, Солдатенков, Зеффан (Полуяхтов 53'), Божин, Комбаров, Якуба (Хади 74'), Алвеш (Горшков 61'), Ефремов, Кабутов (Зиньковский 69'), Сергеев, Голенков (Сарвели 65'). Главный тренер: Игорь Осинькин. |                            |       |                                                        |                                                                                         |

| 2021-05-08 41 тур | Крылья Советов | 6:0   | Краснодар-2 | Самара                                                                   |
| 14:00 МСК | Исаенко 9′ (авт.) · Хади 26' · Горшков 42′ · Сарвели 44′ · Зиньковский 55' · Корнюшин 65′ (авт.) · Сергеев 80′ · Корниленко 85′ | Отчёт | 7' Сперцян  | Стадион: Самара Арена Зрителей: 11 042 Судья: Николай Волошин (Смоленск) |
| Крылья Советов: Овсянников, Полуяхтов, Чернов, Солдатенков (Комбаров 69'), Прищепа, Горшков (Якуба 52'), Ефремов (Корниленко 82'), Зиньковский (Ежов 56'), Хади, Сарвели (Сергеев 56'), Голенков. Главный тренер: Игорь Осинькин. Краснодар-2: Агкацев, Бородин, Ивашин, Пелих, Исаенко, Корнюшин, Сперцян (Основ 73'), Сабуа (Симонов 66'), Кутовой, Воротников (Текучев 58'), Апеков (Петерсон 58'). Главный тренер: Артём Куликов. | |       |             |                                                                          |

| 2021-05-15 42 тур | Балтика (Калининград)     | 0:1   | Крылья Советов                                 | Калининград                                                          |
| 13:00 МСК | Дудиев 54' · Кашчелан 66' | отчёт | 19′ 28' Голенков · 72' Овсянников · 84' Чернов | Стадион: Калининград Зрителей: 14 374 Судья: Алексей Сухой (Люберцы) |
| Балтика: Латышонок, Мещанинов, Юрганов, Дудиев, Лазарев, Кашчелан, Макарчук (Маркович 70'), Кузьмин (Шаваев 68'), Альшин, Казаев, Альшин, Гелоян (Аллеф 38'). Главный тренер: Евгений Калешин. Крылья Советов: Овсянников, Полуяхтов, Чернов, Солдатенков, Прищепа (Божин 85'), Горшков (Комбаров 90+1'), Витюгов, Зиньковский (Кабутов 39'), Ефремов (Ежов 58'), Сергеев, Голенков (Хади 68'). Главный тренер: Игорь Осинькин. |                           |       |                                                |                                                                      |

## Кубок России
Матчи
| 2020-08-26 отборочный тур | Крылья Советов                                                                                      | 5:0   | Иртыш (Омск)                              | Самара                                                                  |
| 17:30 МСК | Голенков 2′ · Крикуненко 14′ (авт.) · Кабутов 39′ · Сергеев 54′ · Полуяхтов 56' · Солдатенков 90+1′ | отчёт | 30' Кербс · 49' Дергачёв · 51' Подоксёнов | Стадион: Самара Арена Зрителей: 2 976 Судья: Рафаэль Шафеев (Волгоград) |
| Крылья Советов: Ломаев, Солдатенков, Чернов, Полуяхтов (Сарвели 58'), Зеффан (Сергеев 46'), Витюгов, Горшков, Ежов (Комбаров 74'), Якуба, Кабутов (Пруцев 70'), Голенков (Цыпченко 70'). Главный тренер: Игорь Осинькин. Иртыш: Ерёменко, Шакуро, Крикуненко, Кербс, Тарабанов, Подоксёнов (Рукас 59'), Морозов, Бурюкин (Донсков 72'), Киселёв (Масловский 75'), Третьяков, Дергачёв. Главный тренер: Владимир Арайс. | |       |                                           |                                                                         |

| 2020-09-30 элитный раунд | Динамо (Ставрополь)       | 1:4   | Крылья Советов                                                           | Ставрополь                                                       |
| 19:00 МСК | Царукян 51′ · Васенин 54' | отчёт | 36′ Божин · 48′ Цыпченко · 87' Витюгов · 89′ Зиньковский · 90+4′ Сарвели | Стадион: Динамо Зрителей: 0 Судья: Александр Машлякевич (Москва) |
| Динамо: Книга, Борисов, Чернышов, Ионов (Новицкий 80'), Семякин, Куражов (Курачинов 64'), Майсултанов, Царукян (Абдоков 72'), Зюзин, Васенин (Аветиков 80'), Галыш (Колесников). Главный тренер: Паата Беришвили. Крылья Советов: Овсянников, Полуяхтов, Чернов, Божин, Якуба (Зиньковский 67'), Гынсарь (Сарвели 60'), Кабутов, Ежов (Тюрин 90'), Горшков, (Комбаров 61'), Витюгов, Цыпченко (Сергеев 60'). Главный тренер: Игорь Осинькин. |                           |       |                                                                          |                                                                  |

| 2020-10-21 элитный раунд | Крылья Советов                             | 3:0   | Ротор (Волгоград) | Самара                                                             |
| 18:00 МСК | Комбаров 33′ · Цыпченко 44′ · Голенков 44′ | отчёт | 77' Песегов       | Стадион: Самара Арена Зрителей: 3 239 Судья: Алексей Амелин (Тула) |
| Крылья Советов: Фролов, Божин, Чернов, Полуяхтов (Гацкан 57'), Солдатенков, Ежов (Горшков 57'), Комбаров, Кабутов (Голенков 68'), Витюгов (Соколов 83'), Якуба (Сергеев 57'), Цыпченко. Главный тренер: Игорь Осинькин. Ротор: Довбня, Матрикарди (Балахонов 86'), Кожемякин, Кипиани (Сесявин 77'), Колесниченко, Медведь, Песегов, Саплинов, Серченков, Микелтадзе, Понсе (Щербин 62'). Главный тренер: Александр Хацкевич. |                                            |       |                   |                                                                    |

| 2021-02-22 ⅛ финала | Химки                                                                     | 0:4   | Крылья Советов                                                             | Химки                                                                     |
| 14:30 МСК | Тихий 8' · Тихонов 19' · Идову 22' · Боженов 27' · Мирзов 77' · Алиев 88' | отчёт | 8′ (пен.) Сергеев · 43' Божин · 62′ Цыпченко · 89′ Голенков · 90+3′ Чернов | Стадион: Арена Химки Зрителей: 800 Судья: Михаил Вилков (Нижний Новгород) |
| Химки: Лантратов, Данилкин, Идову, Тихий, Тихонов, Боженов, Трошечкин (Могилевец 63'), Кухарчук (Камышев 79'), Мирзов, Глушаков (Алиев 79'), Конате. Главный тренер: Игорь Черевченко. Крылья Советов: Ломаев, Солдатенков, Зеффан, Божин (Полуяхтов 72'), Якуба (Чернов 72'), Зиньковский, Горшков, Гацкан, Ежов (Кабутов 79'), Сергеев (Голенков 85'), Цыпченко (Сарвели 79'). Главный тренер: Игорь Осинькин. |                                                                           |       |                                                                            |                                                                           |

| 2021-04-08 ¼ финала | Крылья Советов                                                                 | 2:0   | Динамо (Москва)                                             | Самара                                                                        |
| 17:30 МСК | Ежов 4′ 66' · Чернов 29' · Сарвели 56' · Ломаев 72' · Сергеев 74′ · Зеффан 74' | отчёт | 49' Нойштедтер · 62' Шиманьский · 65' Паршивлюк · 85' Фомин | Стадион: Самара Арена Зрителей: 12 762 Судья: Артём Любимов (Санкт-Петербург) |
| Крылья Советов: Овсянников, Зеффан, Чернов, Солдатенков, Горшков (Божин 90+1'), Зиньковский (Кабутов 85'), Витюгов, Алвеш (Полуяхтов 67'), Ежов (Комбаров 90+1'), Сарвели (Голенков 67'), Сергеев. Главный тренер: Игорь Осинькин. Динамо: Шунин, Паршивлюк, Варела (Скопинцев 76'), Ордец, Нойштедтер, Моро (Игбун 57'), Лесовой (Н'Жи 76'), Фомин, Шиманьский, Грулёв, Тюкавин (Комличенко 57'). Главный тренер: Сандро Шварц. |                                                                                |       |                                                             |                                                                               |

| 2021-04-21 ½ финала | Ахмат (Грозный)                                               | 0:0 (1:4 пен.)                        | Крылья Советов                                      | Грозный                                                                  |
| 16:00 МСК | Ненахов 44' · Ильин 46' · Анхель 51' · Семёнов 60' · Швец 66' | Протокол                              | 5' Алвеш · 45+2' Ежов · 74' Горшков · 90+3' Кабутов | Стадион: Ахмат Арена Зрителей: 23 573 Судья: Владимир Москалёв (Воронеж) |
| | Пенальти                                                      |                                       |                                                     |                                                                          |
| Пуцко · Янку · Бериша |                                                               | Сергеев · Алвеш · Голенков · Комбаров |                                                     |                                                                          |
| Ахмат: Гудиев, Анхель, Нижич, Семёнов, Богосавац, Ненахов, Тимофеев, Швец (Пуцко 90+4'), Харин (Мелкадзе 67'), Альмаси (Бериша 53'), Ильин (Янку 90+4). Главный тренер: Андрей Талалаев. Крылья Советов: Ломаев (Фролов 90+2), Чернов, Зеффан, Солдатенков, Алвеш, Витюгов (Комбаров 90+2'), Ежов (Кабутов 86'), Зиньковский, Горшков, Сергеев, Сарвели (Голенков 82'). Главный тренер: Игорь Осинькин. |                                                               |                                       |                                                     |                                                                          |

| 2021-05-12 Финал | Локомотив (Москва)                                                                                         | 3:1   | Крылья Советов          | Нижний Новгород                                                                 |
| 20:00 МСК | Камано 15′ 64' · Смолов 48′ (пен.) · Пабло 51' · Мурило 84′ · Николич 87' · Рыбчинский 90+1' · Рыбус 90+3' | отчёт | 17' Якуба · 22′ Сарвели | Стадион: Нижний Новгород Зрителей: 20 808 Судья: Сергей Иванов (Ростов-на-Дону) |
| Локомотив: Гильерме, Рыбус, Пабло, Чорлука (Мурило 75'), Рыбчинский, Крыховяк, Баринов (Куликов 46'), Мухин (Магкеев 67'), Жемалетдинов (Миранчук 75'), Камано, Смолов (Эдер 87'). Главный тренер: Марко Николич. Крылья Советов: Ломаев, Божин (Чернов 90+2'), Зеффан (Кабутов 80'), Солдатенков, Горшков, Зиньковский, Ежов (Ефремов 90+2'), Якуба (Витюгов 44'), Алвеш, Сергеев, Сарвели (Голенков 80'). Главный тренер: Игорь Осинькин. | |       |                         |                                                                                 |

## Товарищеские и контрольные матчи
| 2021-01-18 | Крылья Советов                                                | 4:1   | Спартак (Суботица) | Белек, Турция   |
| 18:00 МСК  | Витюгов 48′ · Сергеев 74′ · Солдатенков 79′ · Вильхамссон 90′ | отчёт | 77′ Йочич          | Стадион: Беллис |

| 2021-01-19 | Крылья Советов                                                                                           | 4:3   | Чайка (Песчанокопское)                                                         | Белек, Турция   |
| 18:00 МСК  | Тюрин 3′ · Хади 42' · Зиньковский 56′ (пен.) · Прищепа 60′ · Комбаров 62′ · Гацкан 64' · Солдатенков 88' | отчёт | 6' 65′ (пен.) Савичев · 13′ Володкин · 16′ Чочиев · 30' Гаджибеков · 54' Ужгин | Стадион: Беллис |

| 2021-01-21 | Крылья Советов                                                                 | 6:1   | Славия (София) | Белек, Турция   |
| 12:15 МСК  | Зиньковский 25′ · Вильхамссон 28′ · Сергеев 32′, 53′ · Хади 55′ · Голенков 63′ | отчёт | 45+1′ Кирилов  | Стадион: Беллис |

| 2021-01-27 | Крылья Советов                | 1:1   | Целе             | Белек, Турция           |
| 18:30 МСК  | Солдатенков 17' · Сергеев 45′ | отчёт | 90′ (пен.) Божич | Стадион: Титаник Делюкс |

| 2021-02-01 | Крылья Советов                                            | 4:1   | Сочи               | Белек, Турция   |
| 12:30 МСК  | Сергеев 31′, 39′ · Гацкан 49' · Тюрин 103′ · Горшков 111′ | отчёт | 38' 62′ Заболотный | Стадион: Беллис |

| 2021-02-06 | Крылья Советов                              | 3:2   | Кайрат (Алма-Ата)               | Белек, Турция                |
| 12:30 МСК  | Горшков 15′ · Зиньковский 29′ · Сергеев 47′ | отчёт | 51′ Косович · 53′ (пен.) Абикен | Стадион: Глория Спортс Арена |

| 2021-02-07 | Крылья Советов | 2:0   | Будучност (Подгорица) | Белек, Турция   |
| 12:15 МСК  | Тюрин 26′, 55′ | отчёт |                       | Стадион: Беллис |

| 2021-02-12 | Крылья Советов                      | 1:0   | Борац (Баня-Лука) | Белек, Турция   |
| 18:30 МСК  | Божин 25' · Ежов 54′ · Комбаров 54' | отчёт |                   | Стадион: Беллис |

| 2021-02-15 | Крылья Советов                         | 3:1   | Акрон (Тольятти) | Белек, Турция                  |
| 12:30 МСК  | Цыпченко 50′ · Сергеев 58′ (пен.), 60′ | отчёт | 65′ Пьянченко    | Стадион: Сусеси Лакшери Резорт |

| 2021-02-15 | Крылья Советов | 0:0   | Вележ (Мостар) | Белек, Турция   |
| 18:30 МСК  |                | отчёт |                | Стадион: Беллис |

голы
- —9 Иван Сергеев
- —4 Владислав Тюрин
- —3 Антон Зиньковский
- —2 Арни (на просмотре), Юрий Горшков
- Максим Витюгов, Егор Голенков, Роман Ежов, Дмитрий Комбаров, Владимир Полуяхтов, Дмитрий Прищепа, Александр Солдатенков, Дмитрий Цыпченко

## Игры и голы
| №.                         | Нац.            | Позиция | Игрок                              | Всего | Всего | ФНЛ  | ФНЛ  | Кубок России | Кубок России |
| №.                         | Нац.            | Позиция | Игрок                              | Игры  | Голы  | Игры | Голы | Игры         | Голы         |
| Вратари                    |                 |         |                                    |       |       |      |      |              |              |
| -------------------------- | --------------- | ------- | ---------------------------------- | ----- | ----- | ---- | ---- | ------------ | ------------ |
| 1                          | Флаг России     | Вр      | Иван Ломаев                        | 20    | -12   | 16   | -9   | 4            | -3           |
| 39                         | Флаг России     | Вр      | Евгений Фролов                     | 20    | -15   | 18   | -15  | 2            | 0            |
| 81                         | Флаг России     | Вр      | Богдан Овсянников                  | 12    | -3    | 10   | -2   | 2            | -1           |
| Защитники                  |                 |         |                                    |       |       |      |      |              |              |
| 2                          | Флаг России     | Защ     | Владимир Полуяхтов                 | 42    | 2     | 37   | 2    | 5            | 0            |
| 3                          | Флаг России     | Защ     | Никита Чернов                      | 37    | 3     | 30   | 2    | 7            | 1            |
| 4                          | Флаг России     | Защ     | Александр Солдатенков              | 41    | 5     | 35   | 4    | 6            | 1            |
| 5                          | Флаг России     | Защ     | Юрий Горшков                       | 48    | 3     | 41   | 3    | 7            | 0            |
| 18                         | Флаг Франции    | Защ     | Мехди Зеффан                       | 29    | 0     | 24   | 0    | 5            | 0            |
| 23                         | Флаг России     | Защ     | Дмитрий Комбаров                   | 33    | 1     | 28   | 0    | 5            | 1            |
| 35                         | Флаг Беларуси   | Защ     | Дмитрий Прищепа                    | 4     | 0     | 4    | 0    | -            | -            |
| 47                         | Флаг России     | Защ     | Сергей Божин                       | 35    | 2     | 30   | 1    | 5            | 1            |
| 50                         | Флаг России     | Защ     | Максим Карпов                      | 8     | 0     | 8    | 0    | -            | -            |
| Полузащитники              |                 |         |                                    |       |       |      |      |              |              |
| 6                          | Флаг России     | ПЗ      | Денис Якуба                        | 30    | 0     | 25   | 0    | 5            | 0            |
| 7                          | Флаг Ирака      | ПЗ      | Сафаа Хади                         | 8     | 0     | 8    | 0    | -            | -            |
| 8                          | Флаг России     | ПЗ      | Максим Витюгов                     | 43    | 1     | 37   | 1    | 6            | 0            |
| 11                         | Флаг России     | ПЗ      | Роман Ежов                         | 42    | 5     | 35   | 4    | 7            | 1            |
| 16                         | Флаг Португалии | ПЗ      | Рикарду Алвеш                      | 15    | 0     | 12   | 0    | 3            | 0            |
| 17                         | Флаг России     | ПЗ      | Антон Зиньковский                  | 42    | 11    | 37   | 10   | 5            | 1            |
| 22                         | Флаг России     | ПЗ      | Дмитрий Ефремов                    | 5     | 1     | 4    | 1    | 1            | 0            |
| 46                         | Флаг России     | ПЗ      | Бахадур Соколов                    | 3     | 0     | 2    | 0    | 1            | 0            |
| 52                         | Флаг России     | ПЗ      | Данила Смирнов                     | 4     | 0     | 4    | 0    | -            | -            |
| 57                         | Флаг России     | ПЗ      | Владислав Тюрин                    | 5     | 0     | 4    | 0    | 1            | 0            |
| 77                         | Флаг России     | ПЗ      | Дмитрий Кабутов                    | 44    | 2     | 37   | 1    | 7            | 1            |
| 84                         | Флаг Молдовы    | ПЗ      | Александр Гацкан                   | 29    | 1     | 27   | 1    | 2            | 0            |
| 94                         | Флаг России     | ПЗ      | Степан Шерстнёв                    | 2     | 0     | 2    | 0    | -            | -            |
| Нападающие                 |                 |         |                                    |       |       |      |      |              |              |
| 10                         | Флаг России     | Нап     | Владислав Сарвели                  | 31    | 7     | 25   | 5    | 6            | 2            |
| 12                         | Флаг России     | Нап     | Сергей Корниленко                  | 1     | 1     | 1    | 1    | -            | -            |
| 19                         | Флаг России     | Нап     | Дмитрий Цыпченко                   | 29    | 5     | 25   | 2    | 4            | 3            |
| 33                         | Флаг России     | Нап     | Иван Сергеев                       | 46    | 43    | 39   | 40   | 7            | 3            |
| 69                         | Флаг России     | Нап     | Егор Голенков                      | 42    | 17    | 36   | 14   | 6            | 3            |
| 99                         | Флаг России     | Нап     | Максим Канунников                  | 3     | 0     | 3    | 0    | -            | -            |
| Игроки покинувшие команду: |                 |         |                                    |       |       |      |      |              |              |
| 14                         | Флаг Молдовы    | ПЗ      | Раду Гынсарь (Милсами, Степь-Сочь) | 9     | 2     | 8    | 2    | 1            | 0            |
| 25                         | Флаг России     | ПЗ      | Данил Пруцев (Сочи)                | 7     | 0     | 6    | 0    | 1            | 0            |
| 90                         | Флаг России     | Защ     | Тарас Бурлак (Арсенал, Тула)       | 1     | 0     | 1    | 0    | -            | -            |

тренерская статистика
| Главный тренер | Турнир    | Начало сезона  | Окончание сезона | Результаты | Результаты | Результаты | Результаты | Результаты |
| Главный тренер | Турнир    | Начало сезона  | Окончание сезона | И          | В          | Н          | П          | В %        |
| -------------- | --------- | -------------- | ---------------- | ---------- | ---------- | ---------- | ---------- | ---------- |
| Игорь Осинькин | Чемпионат | 2 августа 2020 | 15 мая 2021      | 42         | 32         | 5          | 5          | 076,19     |
| Игорь Осинькин | Кубок     | 2 августа 2020 | 15 мая 2021      | 7          | 5          | 1          | 1          | 071,43     |
| Всего          | Всего     | Всего          | Всего            | 49         | 37         | 6          | 6          | 075,51     |

## Статистика
автоголы
| Дата       | Матч                         | Счёт | Игрок      | Примечание |
| ---------- | ---------------------------- | ---- | ---------- | ---------- |
| 12.08.2020 | «КС»—"СКА-Хабаровск"         | 2:0  | Суслов     | 34'        |
| 26.08.2020 | «КС»—"Иртыш" Омск            | 5:0  | Крикуненко | 15'        |
| 27.09.2020 | «Нефтехимик» Нижнекамск—"КС" | 1:1  | Кайков     | 90'        |
| 11.11.2020 | «Краснодар-2»—"КС"           | 1:1  | Литвинов   | 41'        |
| 28.04.2021 | «КС»—"Торпедо" Москва        | 5:1  | Евдокимов  | 68'        |
| 08.05.2021 | «КС»—"Краснодар-2"           | 6:0  | Исаенко    | 9'         |
| 08.05.2021 | «КС»—"Краснодар-2"           | 6:0  | Корнюшин   | 65'        |

| Дата       | Матч                     | Счёт           | Игрок       | Примечание |
| ---------- | ------------------------ | -------------- | ----------- | ---------- |
| 13.10.2020 | «КС»—"Спартак-2" Москва  | 2:1            | Зиньковский | 37'        |
| 24.10.2020 | «Факел» Воронеж—"КС"     | 1:1            | Сергеев     | 51'        |
| 28.10.2020 | «КС»—"Шинник" Ярославль  | 4:1            | Сергеев     | 52'        |
| 07.11.2020 | «КС»—"Акрон" Тольятти    | 2:1            | Зиньковский | 8'         |
| 11.11.2020 | «Краснодар-2»—"КС"       | 1:1            | Зиньковский | 29'        |
| 22.02.2021 | «Химки»—"КС"             | 0:4            | Сергеев     | 8'         |
| 10.03.2021 | «Томь» Томск—"КС"        | 1:3            | Сергеев     | 33'        |
| 14.03.2021 | «КС»—"Иртыш" Омск        | 3:1            | Сергеев     | 5'         |
| 12.04.2021 | «Волгарь» Астрахань—"КС" | 0:1            | Сергеев     | 69'        |
| 21.04.2021 | «Ахмат»—"КС"             | 0:0 (пен. 1:4) | Сергеев     | Забит      |
| 21.04.2021 | «Ахмат»—"КС"             | 0:0 (пен. 1:4) | Алвеш       | Забит      |
| 21.04.2021 | «Ахмат»—"КС"             | 0:0 (пен. 1:4) | Голенков    | Забит      |
| 21.04.2021 | «Ахмат»—"КС"             | 0:0 (пен. 1:4) | Комбаров    | Забит      |
| 05.05.2021 | «Спартак-2» Москва—"КС"  | 2:0            | Сергеев     | 47'        |
| 08.05.2021 | «КС»—"Краснодар-2"       | 6:0            | Зиньковский | 20'        |

| Дата       | Матч             | Счёт           | Вратарь КС | Игрок  | Примечание       |
| ---------- | ---------------- | -------------- | ---------- | ------ | ---------------- |
| 22.08.2020 | «КС»—"Оренбург"  | 0:1            | Фролов     | Алвеш  | 13'              |
| 29.11.2020 | «Оренбург»—"КС"  | 2:1            | Ломаев     | Фамейе | 87'              |
| 21.04.2021 | «Ахмат»—"КС"     | 0:0 (пен. 1:4) | Фролов     | Пуцко  | Забит            |
| 21.04.2021 | «Ахмат»—"КС"     | 0:0 (пен. 1:4) | Фролов     | Янку   | Промах (вратарь) |
| 21.04.2021 | «Ахмат»—"КС"     | 0:0 (пен. 1:4) | Фролов     | Бериша | Промах (вратарь) |
| 12.05.2021 | «Локомотив»—"КС" | 3:1            | Ломаев     | Смолов | 48'              |

голы (дубли и хет-трики)
| Дата       | Матч                        | Счёт | Дубль                   | Хет-трик                    |
| ---------- | --------------------------- | ---- | ----------------------- | --------------------------- |
| 16.08.2020 | «Чайка» Песчанокопское—"КС" | 1:3  | Зиньковский 33′, 56′    | —                           |
| 19.09.2020 | «Иртыш» Омск—"КС"           | 0:4  | Гынсарь 76′, 82′        | —                           |
| 23.09.2020 | «КС»—"Динамо" Брянск        | 7:0  | —                       | Сергеев 28′, 35′, 47′       |
| 09.10.2020 | «Текстильщик» Иваново—"КС"  | 0:3  | —                       | Сергеев 43′, 54′, 65′       |
| 17.10.2020 | «КС»—"Волгарь" Астрахань    | 3:0  | Сергеев 57′, 85′        | —                           |
| 28.10.2020 | «КС»—"Шинник" Ярославль     | 4:1  | —                       | Сергеев 3′, 40′, 52′ (пен.) |
| 05.12.2020 | «КС»—"Енисей" Красноярск    | 4:0  | —                       | Сергеев 6′, 13′, 34′        |
| 10.03.2021 | «Томь» Томск—"КС"           | 1:3  | Сергеев 33′ (пен.), 77′ | —                           |
| 03.04.2021 | «КС»—"Текстильщик" Иваново  | 4:0  | —                       | Сергеев 26′, 38′, 50′       |
| 28.04.2021 | «КС»—"Торпедо" Москва       | 5:1  | Сарвели 40′, 62′        | —                           |
| 02.05.2021 | «Акрон» Тольятти—"КС"       | 1:2  | Сергеев 69′, 90+2′      | —                           |
| 05.05.2021 | «Спартак-2» Москва—"КС"     |      | Сергеев 30′, 57′        | —                           |

капитаны команды в сезоне
| №  | Поз. | Стр.          | Игроки             | Старты | Прим.        |
| -- | ---- | ------------- | ------------------ | ------ | ------------ |
| 84 | Защ  | Флаг Молдовы  | Александр Гацкан   | 27     | —            |
| 2  | Защ  | Флаг России   | Владимир Полуяхтов | 17     | —            |
| 3  | Защ  | Флаг России   | Дмитрий Комбаров   | 2      | —            |
| 23 | Защ  | Флаг России   | Никита Чернов      | 1      | —            |
| 47 | Защ  | Флаг России   | Сергей Божин       | 1      | —            |
| 77 | Нап  | Флаг России   | Дмитрий Кабутов    | 1      | —            |
| 12 | Нап  | Флаг Беларуси | Сергей Корниленко  | —      | в ходе матча |